# Zakrzewo (powiat złotowski)

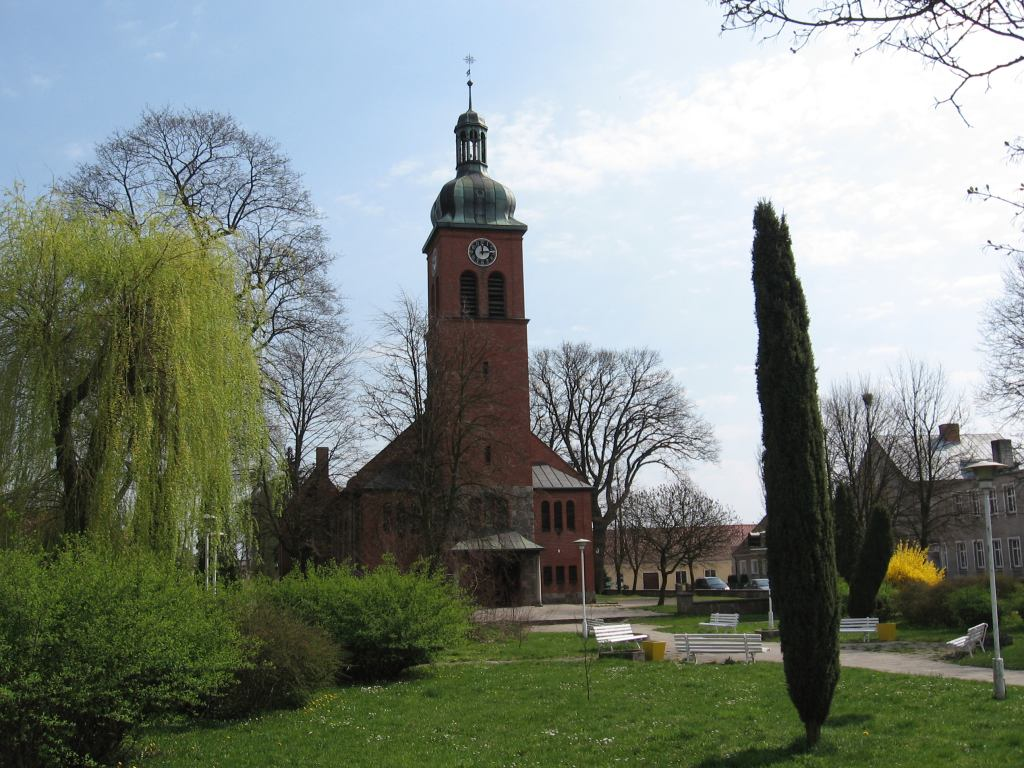
Kościół św. Marii Magdaleny

Zakrzewo (niem. Zakrzewo, 1935-1945 Buschdorf) – wieś krajeńska w Polsce, położona w województwie wielkopolskim, w powiecie złotowskim, siedziba gminy Zakrzewo, przy drodze wojewódzkiej nr 188. 
Wieś leży przy strategicznie ważnej do 1945 r. linii kolejowej (dawnej "Ostbahn" z Królewca) Tczew-Küstrin Kietz, a dokładniej na jej odcinku Chojnice-Piła. W miejscowości odbywa się cykliczna impreza muzyczna Blues Express.
W latach 1975–1998 wieś należała administracyjnie do województwa pilskiego.

## Nazwa miejscowości
W roku 1935 niemieckie władze nazistowskie dokonały zmiany historycznej nazwy Zakrzewo na nazwę Buschdorf, brzmiącą bardziej "niemiecko": Busch – krzak, krzew, Dorf – wieś. Przemianowanie to dokonane zostało nie bez trudności: na taką zmianę trzeba było formalnej zgody miejscowej rady gminnej, która w Zakrzewie do roku 1925 składała się z samych Polaków, a i potem, do r. 1935, stosunek liczbowy Polaków do Niemców w niej był jak około 9:1. Jurysdykcji władzy gminnej nie podlegało jednak nazewnictwo obiektów kolejowych, toteż zmiany nazwy stacji kolejowej w tej wsi dokonano już w roku 1925; kiedy w pewien czas po przemianowaniu dworca landrat jako przewodniczący wydziału powiatowego zaproponował przemianowanie również przynajmniej miejscowej poczty (było bowiem dość paradoksalne, że bilet kolejowy kupowało się do Buschdorf, a list adresowało się do Zakrzewa), rada gminna nie zgodziła się na ten projekt. W lutym 1928 r. landrat raz jeszcze zażądał zmiany nazwy wsi, tym razem jednak oferując przyłączenie do gminy 200 morgów lasu. I tym razem jednak rada gminna nie dała się przekonać, oferta nie została przyjęta: wieś nadal nazywała się Zakrzewo, a stacja kolejowa – Buschdorf. Ustawą samorządową z 30 stycznia 1935 r., która wprowadziła zasadę nominacji w ustalaniu składu rady gminnej, władze niemieckie doprowadziły do sytuacji, że pomimo większości polskiej we wsi, to do jej rady gminnej wchodził już tylko jeden Polak, który nie był w stanie przeszkodzić uchwale o zmianie nazwy Zakrzewo na Buschdorf. Związek Polaków w Niemczech zaprotestował przeciwko temu postępowaniu u ministra spraw wewnętrznych, lecz dowiedział się, że przemianowanie Zakrzewa nastąpiło na podstawie rzekomo jednomyślnej uchwały rady gminnej. Dalsze protesty zaprzeczające temu nieprawdziwemu uzasadnieniu nie odniosły już skutku i do końca II wojny światowej wieś nazywała się Buschdorf. Przywrócona w 1945 nazwa Zakrzewo została administracyjnie zatwierdzona 12 listopada 1946.

## Integralne części wsi
| SIMC    | Nazwa         | Rodzaj    |
| ------- | ------------- | --------- |
| 1009291 | Nowe Zakrzewo | część wsi |

## Historia
Stare osiedle wielkopolskie, pierwsza wzmianka w 1491. W 1511 w Zakrzewie została utworzona rzymskokatolicka parafia św. Marii Magdaleny. Wieś szlachecka, własność wojewody płockiego Piotra Potulickiego, około 1580 roku leżała w powiecie nakielskim województwa kaliskiego.
W latach 1772–1945 pod panowaniem Prus. Silny ośrodek polskości, w którym działał ks. dr Bolesław Domański. Po wojnie także osiedlili się Polacy z innych regionów Polski.
Przed wojną dzięki inicjatywie księdza Bolesława Domańskiego w Zakrzewie powstał silny ruch spółdzielczy, kulturalny i sportowy. Większość zapoczątkowanych wtedy inicjatyw jest kontynuowana i rozwijana: Spółdzielczy Bank Ludowy, Gminna Spółdzielnia Samopomoc Chłopska, Dom Polski, Chór Tęcza i Klub Sportowy Jedność.
W grudniu 1937 Rada Naczelna Związku Polaków w Niemczech przygotowując organizowany w marcu 1938 w Berlinie zjazd Związku ogłosiła tzw. "Odezwę Zakrzewską" skierowaną do rodaków w Niemczech; podpisał ją m.in. ksiądz Bolesław Domański będący wtedy przewodniczącym V Dzielnicy Związku Polaków w Niemczech.
W 1966 wieś została odznaczona Orderem Sztandaru Pracy II klasy za wytrwałość w zachowaniu ducha narodowego. W 2019 Sejmik Województwa Wielkopolskiego podjął decyzję o przekazaniu gminie Zakrzewo środków na utworzenie w miejscowym Domu Polskim Centrum Idei Rodła.

## Kościół
W Zakrzewie znajduje się kościół pod wezwaniem św. Marii Magdaleny.

## Oświata
- Publiczna Szkoła Podstawowa im. ks. dr Bolesława Domańskiego
- Przedszkole Publiczne im. Królewny Śnieżki
- Gimnazjum im. Zjednoczonej Europy (do czasu likwidacji gimnazjów w Polsce)

## Osoby związane z Zakrzewem
- Z Zakrzewem była związana artystka Janina Kłopocka, której malowidła zdobią salę widowiskową w Domu Polskim. Janina Kłopocka zaprojektowała również Rodło – symbol graficzny Związku Polaków w Niemczech.
- W Zakrzewie urodził się Józef Horst harcmistrz Związku Harcerstwa Polskiego w Niemczech, działacz narodowy mniejszości polskiej w międzywojennych Niemczech, członek Związku Polaków w Niemczech ścięty przez nazistów w Brandenburgu.
- Z Zakrzewa pochodzi znany lekarz prof. Antoni Horst. W czasie wojny organizował on z ramienia Rady Głównej Opiekuńczej sieć szpitali które między innymi udzielały pomocy Powstańcom Warszawskim w czasie akcji Burza. W okresie tak zwanej odwilży po Wypadkach Poznańskich został Rektorem Akademii Medycznej w Poznaniu. Był też inicjatorem powstania Instytutu Genetyki Człowieka PAN w Poznaniu.
- W Zakrzewie urodził się 4 lutego 1904 r. Jan Łangowski, działacz Związku Polaków w Niemczech.
- Alfons Tomke - "Zasłużony dla Gminy Zakrzewo"[13].